# Jaime de Armiñán
de Armiñán  Oliver est un nom espagnol. Le premier nom de famille, en général paternel, est de Armiñán ; le second, en général maternel, souvent omis, est Oliver.
Jaime de Armiñán Oliver est un réalisateur espagnol né le 9 mars 1927 à Madrid (Espagne) où il meurt le 9 avril 2024,. Il est actif (d’abord comme scénariste) de 1964 à 2008.

## Distinction
En 1985, Jaime de Armiñán reçoit la médaille d'or du mérite des beaux-arts par le ministère de l'Éducation, de la Culture et des Sports.

## Filmographie

### Réalisateur
- 1969 : Carola de día, Carola de noche (es)
- 1970 : La lola, dicen que no vive sola
- 1972 : Mi querida señorita
- 1973 : Un casto varón español (es)
- 1974 : El amor del capitán Brando
- 1975 : Jo, papá
- 1977 : Nunca es tarde
- 1978 : Al servicio de la mujer española (es)
- 1980 : El nido
- 1982 : En septiembre (es)
- 1983 : La huella árabe en España
- 1985 : Stico
- 1985 : L'Heure des sortilèges (La hora bruja)
- 1987 : Mi general
- 1994 : Al otro lado del túnel
- 1995 : El palomo cojo (es), adaptation du roman d'Eduardo Mendicutti
- 2008 : 14, Fabian Road (es)

### Scénariste
- 1964 : Intrigue diabolique (Un tiro por la espalda) d'Antonio Román